# Canet de la Tallada
Canet de la Tallada és una entitat de població del municipi baixempordanès de la Tallada d'Empordà. El 2005 tenia 37 habitants.
Situat al sud-est del cap del municipi, a la plana al·luvial de l'esquerra del Ter, entre Verges i Ullà. L'edifici més important és l'església parroquial de Sant Mateu. Formà part del comtat d'Empúries dins la batllia de Verges.
Era un ens local independent el 1800 (batllia de Verges), però el 1846 va ser incorporat al municipi de La Tallada d'Empordà juntament amb Maranyà i Tor.
Durant la guerra civil, s'hi va construir un camp d'aviació que van utilitzar els republicans principalment com a camp de pràctiques. En aquest aeroport s'hi van construir tres refugis militars, que ara es troben en camps de conreu.